# Neptuni
Neptuni (tên Latinh: Neptunium) là một nguyên tố hóa học ký hiệu Np, có số nguyên tử 93 trong bảng tuần hoàn, được đặt tên theo tên của Sao Hải Vương (Neptune).
Neptuni là nguyên tố siêu urani đầu tiên được tạo ra bằng tổng hợp hạt nhân. Đây là nguyên tố rất đặc biệt bởi vì tuy là thuộc nhóm actini, neptuni lại có thể tồn tại hóa trị VII.
Nguyên tử neptuni có 93 proton và 93 electron, trong đó 7 electron là electron hóa trị. Kim loại neptuni có màu bạc và bị xỉn màu khi tiếp xúc với không khí. Nguyên tố này xuất hiện trong ba dạng đồng vị và thường biểu hiện năm trạng thái oxy hóa, từ +3 đến +7. Nó có tính phóng xạ, độc hại, tự bốc cháy, và có thể tích lũy trong xương, khiến cho việc cầm nắm neptuni nguy hiểm.
Mặc dù nhiều tuyên bố sai lầm về phát hiện của nó đã được thực hiện qua nhiều năm, nguyên tố này lần đầu tiên được tổng hợp bởi Edwin McMillan và Philip H. Abelson tại Phòng thí nghiệm bức xạ Berkeley năm 1940. Kể từ đó, hầu hết neptuni đã và vẫn được sản xuất bằng cách chiếu xạ neutron trong các lò phản ứng hạt nhân. Đại đa số được tạo ra như một sản phẩm phụ trong các lò phản ứng điện hạt nhân thông thường. Trong khi chính neptuni không có sử dụng thương mại hiện nay, nó được sử dụng như một tiền chất cho sự hình thành plutoni-238, được sử dụng trong các máy phát nhiệt đồng vị phóng xạ để cung cấp điện cho tàu vũ trụ. Neptuni cũng đã được sử dụng trong các máy dò hạt neutron năng lượng cao.
Đồng vị ổn định nhất của neptuni, neptuni-237, là một sản phẩm phụ của các lò phản ứng hạt nhân và sản xuất plutoni. Nó, và đồng vị neptuni-239, cũng được tìm thấy với số lượng vết trong quặng urani do phản ứng bắt neutron và phân rã beta.